# 小行星6388
小行星6388（英語：6388）是一颗围绕太阳公转的小行星。1989年11月25日，上田清二、金田宏在钏路市发现了此天体。
这颗小行星的绝对星等为173.7996697270572等。